# Bernd Hoffmann (Poolbillardspieler)
Bernd Hoffmann ist ein deutscher Poolbillardspieler.

## Karriere
Bei der deutschen Meisterschaft 1986 wurde Bernd Hoffmann im 8-Ball Dritter. 1988 erreichte er bei der deutschen Meisterschaft das 8-Ball-Finale, verlor jedoch gegen Ralf Souquet. Bei der Europameisterschaft desselben Jahres gelang ihm im 14/1 endlos der Finaleinzug. Dort unterlag er aber dem Schweden Per Anda.
Mit dem PBC Bork 73 spielte Hoffmann in der Saison 2009/10 in der 1. Bundesliga.